# Stolnica svetega Danijela, Celje
Stolnica svetega Daniela leži v jedru srednjeveškega mesta Celje. Od ustanovitve škofije v Celju 2006 je stolnica celjske škofije in župnijska cerkev Stolno-opatijske župnije Celje - Sveti Danijel.
Današnjo stavbo so na mestu romanske enoladijske cerkve iz 12. stoletja postavili okrog leta 1306. Takrat je imela podobo triladijske slopne bazilike z ravnim stropom in nunsko emporo. Po letu 1379 so jo po gotsko križnorebrasto obokali ter pozidali zvonik in prezbiterij. Okrog leta 1400 (verjetno 1413) so ji na severni strani prizidali kapelo Žalostne Matere Božje (prvotno kapelo Svetih treh kraljev).

## Kapela Žalostne Matere Božje
Kapela je bila prvotno posvečena svetim trem Kraljem. Predstavlja zakladnico slikarskih in kamnoseških del, povezanih z rodbino Celjskih grofov. Je zelo kvalitetna arhitektura klasične gotike. Prostor je enoten, vzdolžno zasnovan, tristrano zaključen, s tremi šilastoločnimi okni, s štirimi polami križnega oboka in bogatim kamnoseškim okrasjem: služniki, bogatimi konzolami in kamnitimi baldahini ob stenah. V stenah so štiri niše, obrobljene s kamnoseškim okrasjem, krabami in fialami. Ob vhodu so molilni pulti in klopi. Ob velikem oltarju sta bili menzi, nad njima pa freske. Za nišama so izklesane sedilije. Kamnoseško okrasje je filigransko izdelano. Nad temi se v višini okrog tri metre nahaja niz figuralnih konzol iz 17. stoletja s kipi apostolov in Marijo Salomo in Marijo Kleopovo. Nad svetniki so klesane fiale. Na konzolah so motivi iz srednjeveške knjige o živalih, in sicer: krilata morska deklica, krilata fantazijska figura, pelikan z mladiči, poprsje angela, s trto obrasla glava ženske, dve novejši geometrični konzoli, golobradi obraz, čepeči angel, noj z mladičema, žena s ptičjim trupom, klečeči golobradec, klečeči menih in poprsje letečega angela (vrstni red od leve proti desni). Gre za zahtevno ikonografijo, ki ni enoznačna. Prvotno je bila kapela poslikana od vrha do tal. Ohranjene so le freske na stropu: prestol milosti, Bog Oče na prestolu, ob njem je Sveti Duh kot bel golob in razni simboli evangelistov, cerkveni očetje,  Arma Christi. Na oltarju stoji gotska pieta (okoli 1415), tudi delo salzburških mojstrov, in velja za eno najlepših v tem prostoru. Vitraži so novejši in so delo Staneta Kregarja.

## Cerkvena ladja in prezbiterij
V gotskem slogu iz 15. stoletja sta poslikana strop glavne cerkvene ladje in dolgi kor. V enem od sklepnikov križnorebrastega oboka prezbiterija se nahaja grb Celjskih grofov.
Do sredine 16. stoletja je bila cerkev večkrat prezidana in je dobila sedanjo obliko. Povišali so stranski ladji do višine srednje. S tem zunanjščina izgubi svoj prvotni bazilikalni značaj. V baroku pa so dodali še dve stranski kapeli. Beneški glavni oltar je iz leta 1743. Stranski oltar svetega Frančiška Ksaverija je bil prizidan v baroku leta 1743. Oltar je izdelal baročni mojster Ferdinand Gallo leta 1769. Prezbiterij so uredili po načrtih arhitekta Zazule.
Starejše freske v prezbiteriju so prenovljene, najstarejši je fragment s Kristusom iz sredine 14. stoletja. Posebnost so slabše ohranjeni prizori s pohodom in poklonom Svetih treh kraljev. Strokovnjaki jih pripisujejo krogu umetnikov iz Sela v Prekmurju (1410). Ob koncu 15. stoletja je del stare freske prekrila novejša z motivom Marijine smrti, vnebovzetja in kronanja v nebesih. Te freske pripisujejo Pisanemu mojstru iz Istre in drugim freskantom.
Del cerkvenih poslikav je izdelal Frančišek Jelovšek (okoli 1743), vendar so jih konec 19. stoletja med regotizacijo cerkve uničili, vključno s fresko Danijela v Levnjaku. Prižnico je izdelal Mihael Rosenberger leta 1851. Cerkev so po letu 1858 regotizirali.
Leta 1794 so podrli pokopališko obzdije okoli cerkve. V cerkev in zunanje stene je vzidanih več srednjeveških in renesančnih nagrobnikov iz 15., 16. in 17. stoletja.
Ob prenovi jeseni leta 1963 so v cerkev in kapelo Žalostne Matere Božje dodali barvna okna po načrtih Staneta Kregarja. Pred glavnim vhodom v cerkev so leta 1996 odkrili spomenik blaženemu škofu Antonu Martinu Slomšku, delo kiparke Karle Bulovec, odlitek pa je izdelal Momo Vuković.